# Canton d'Hénin-Beaumont
Le canton de Hénin-Beaumont est une ancienne division administrative française située dans le département du Pas-de-Calais et la région Nord-Pas-de-Calais.

## Géographie
Ce canton est organisé autour de Hénin-Beaumont dans l'arrondissement de Lens. Son altitude varie de 22 m (Noyelles-Godault) à 65 m (Hénin-Beaumont) pour une altitude moyenne de 32 m.

## Histoire

Le canton d'Hénin-Beaumont dans l'arrondissement de Lens

Le canton a été créé en 1962, sous le nom initial de canton d'Hénin-Liétard en comprenant les communes de Hénin-Liétard, Noyelles-Godault, Courcelles-lès-Lens, Évin-Malmaison, Leforest, Montigny-en-Gohelle et Dourges. Auparavant, il faisait partie du Canton de Carvin.
Il a été renommé (sans changer de périmètre) en même temps que sa commune chef-lieu Hénin-Beaumont en 1971, à la suite de la fusion simple des deux anciennes communes d'Hénin-Liétard et Beaumont-en-Artois (qui étaient déjà toutes deux parties du canton).
Le canton a pris fin à la suite des élections départementales de mars 2015. Il a été démantelé et recomposé avec l'ancien canton de Leforest à la suite du redécoupage cantonal de 2014, pour céder la place aux cantons d'Hénin-Beaumont-1 et Hénin-Beaumont-2 (scindant la commune d'Hénin-Beaumont en deux parties), le premier canton incluant aussi une des communes de l'ancien canton de Leforest et une autre de l'ancien canton de Courrières, le second canton incluant aussi la commune de Noyelles-Godault et trois des quatre communes de l'ancien canton de Leforest.

## Administration
| Période | Période          | Identité            | Étiquette              | Qualité |
| ------- | ---------------- | ------------------- | ---------------------- | --- |
| 1962    | 1968 (décès)     | Fernand Darchicourt | SFIO                   | Ancien mineur Député (1958-1968) Maire d'Hénin-Liétard (1953-1968)                                                        |
| 1969    | 1985             | Jacques Piette      | SFIO puis PS           | Inspecteur général de l'économie nationale, Conseiller d'État Maire d'Hénin-Beaumont (1969-1989) Ancien député de l'Yonne |
| 1985    | 1989 (démission) | Pierre Darchicourt  | PS                     | Fonctionnaire hospitalier Maire d'Hénin-Beaumont (1989-2001)                                                              |
| 1990    | 1992             | Emile Delannoy      | PS                     | Conducteur de travaux Adjoint au maire d'Hénin-Beaumont                                                                   |
| 1992    | 2015             | Jean Urbaniak       | DVG puis SE puis MoDem | Inspecteur de l'Education Nationale Député (1993-1997) Maire de Noyelles-Godault depuis 1983                              |

## Historique des élections
1994:
|          | Jean Urbaniak *      | DVG   | 4 943 | '53,01 % |  |  |
|          | Daniel DUQUESNE      | PS    | 1950  | 20,91 %  |  |  |
|          | Jean-Daniel DESHAYES | PCF   | 1321  | 14,17%   |  |  |
|          | Didier Saint-Maixent | FN    | 715   | 4,88 %   |  |  |
|          | Pierre-André CREPI   | Verts | 396   | 04,25 %  |  |  |
|          |                      |       |       |          |  |  |
| Inscrits |                      |       |       |          |  |  |
| Votants  |                      |       |       |          |  |  |
| Exprimés |                      |       |       |          |  |  |

*sortant

## Composition
| Communes         | Population (2012) | Code postal | Code Insee |
| ---------------- | ----------------- | ----------- | ---------- |
| Hénin-Beaumont   | 25 178 (1)        | 62110       | 62427      |
| Noyelles-Godault | 5 539             | 62950       | 62624      |

(1) fraction de commune.

## Démographie
| 1962 | 1968 | 1975 | 1982 | 1990 | 1999 | 2007   | 2009 |
| ---- | ---- | ---- | ---- | ---- | ---- | ------ | ---- |
| -    | -    | -    | -    | -    | -    | 21 084 | -    |